# Helenus Albertus Mellink
Helenus Albertus Mellink (* 12. Januar 1828 in Lent bei Nimwegen, Provinz Gelderland; † nach dem 14. November 1874 zwischen Ärmelkanal und Curaçao bei einem Schiffbruch) war ein niederländischer Genre- und Interieurmaler der Düsseldorfer Schule.

## Leben
Mellink war Sohn von Albertus Mellink (1792–1872) und dessen Ehefrau Catharina Anna Gerarda, geborene Brouwer (1797–1852). Nach dem Militärdienst besuchte er in den Jahren 1846 bis 1848 die Kunstakademie Düsseldorf. Dort waren Rudolf Wiegmann, Josef Wintergerst und Karl Ferdinand Sohn seine Lehrer. Später wurde er Kolonialbeamter in der niederländischen Verwaltung von Curaçao, Niederländische Karibik. Dort heiratete er 1863 Augusta Geertruida Statius Muller (1834–1874), die Tochter von August Leberegt Statius Muller (1797–1882), eines Plantagenbesitzers und Eigentümers der Zeitung De Curaçaose Courant in Willemstad. Das Paar hatte fünf Kinder.
Auf einer Schiffsreise, die von Nieuwediep bei Amsterdam nach Curaçao gehen sollte, starb das Paar mit vieren ihrer fünf Kinder nach dem 14. November 1874 vermutlich durch Ertrinken. Ihr Schiff, die 1856 in den Niederlanden gebaute Brigg Santa Rosa, verschwand auf dieser Seefahrt irgendwo zwischen Ärmelkanal und Curaçao spurlos, nachdem es am 31. Oktober 1874 im Nordhollandkanal bereits ein Unglück, eine Kollision mit der Brigg Krommenie, gegeben hatte.